# Anke Frieling
Anke Frieling (* 30. Mai 1962 in Burgsteinfurt) ist eine deutsche Politikerin der Christlich Demokratischen Union Deutschlands (CDU).

## Leben und Politik
Sie studierte Betriebswirtschaftslehre an der LMU München und der FU Berlin. Frieling ist Projektleiterin in der Gesundheitswirtschaft. Am 23. Februar 2020 wurde Frieling bei der Bürgerschaftswahl in Hamburg 2020 in die Bürgerschaft Hamburg gewählt.

## Schriften (Auswahl)
- Selbstbeschränkungsmaßnahmen von Unternehmungen. Ihre Bedeutung für die Handhabung von Konflikten mit gesellschaftlichen Interessengruppen. Frankfurt am Main 1992, ISBN 3-631-44646-2.